# 928

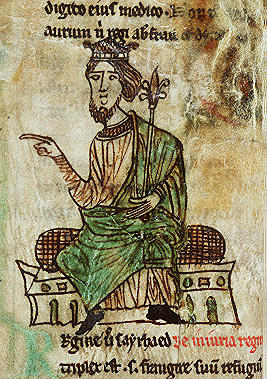
Koning Hywel Dda ("de Goede") van Wales

Het jaar 928 is het 28e jaar in de 10e eeuw volgens de christelijke jaartelling.

## Gebeurtenissen

### Engeland
- Koning Hywel Dda ("de Goede") van Deheubarth (Zuid-Wales) onderneemt een pelgrimsreis naar Rome. Na terugkomst codificeert hij de reeds bestaande Engelse wetten en laat munten uitgeven met zijn eigen beeltenis.

### Europa
- 5 juni - Koning Lodewijk III ("de Blinde"), voormalige heerser van het Heilige Roomse Rijk, overlijdt na een regeerperiode van 27 jaar. Hij wordt opgevolgd door zijn zwager Hugo van Arles die reeds koning van Italië is.
- Giselbert II volgt Everhard III van Franken op als hertog van Lotharingen. Hij treedt in het huwelijk met Gerberga van Saksen, een dochter van koning Hendrik I ("de Vogelaar").

### Arabische Rijk
- De Ziyariden (gevestigd aan de zuidkant van de Kaspische Zee) stichten een onafhankelijk rijk in Hyrcanië (Noord-Iran).

## Religie
- Zomer - Paus Johannes X wordt door Marozia, Romeinse senator (senatrix) en voormalige minnares, tijdens een staatsgreep gearresteerd en in de Engelenburcht gevangengezet. Hij wordt opgevolgd door Leo VI als de 123e paus van de Katholieke Kerk.

## Geboren
- Pietro I Orseolo, doge van Venetië en heilige (overleden 987)

## Overleden
- 5 juni - Lodewijk de Blinde, Frankisch koning en keizer van het Heilige Roomse Rijk
- Johannes X, paus van de Katholieke Kerk (of 929)
- Tomislav I, koning van Kroatië (waarschijnlijke datum)